# Christoph Amstad

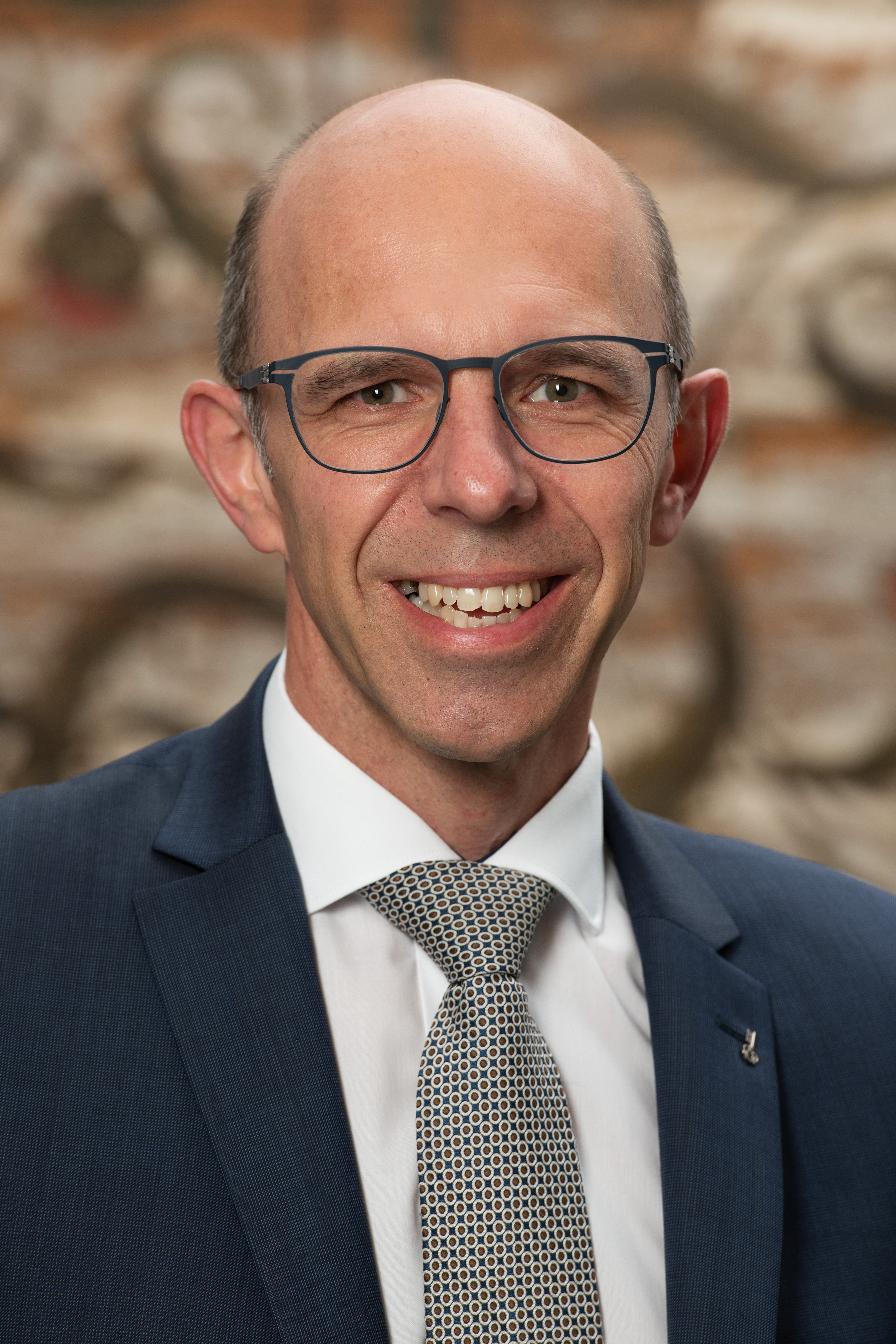
Christoph Amstad (2022)

Christoph Amstad (* 27. September 1973) ist ein Politiker (Die Mitte) des Schweizer Kantons Obwalden.

## Politik
Christoph Amstad war von 2012 bis 2016 Mitglied des Obwaldner Kantonsrats und im Sommer 2015 übernahm er das Co-Präsidium seiner Partei. Im Januar 2016 wurde er in stiller Wahl als Nachfolger des zurückgetretenen Hans Wallimann in den Obwaldner Regierungsrat gewählt. Er trat das Amt zum 1. Juli 2016 an und übernahm das Sicherheits- und Sozialdepartement (SSD) und stellvertretend das Volkswirtschaftsdepartement (VD). Im Amtsjahr 2018/19 und erneut 2022/23 bekleidete er das Amt des Landammanns.
Amstad wurde am 4. März 2018 in seine zweite Amtszeit (2018–2022) gewählt. Er erreichte das absolute Mehr im ersten Wahlgang mit 10'239 Stimmen. Bei der Gesamterneuerungswahl des Obwaldner Regierungsrates am 13. März 2022 wurde Amstad für seine 3. Amtszeit (2022–2026) mit 8'982 Stimmen wiedergewählt.

## Leben
Christoph Amstad ist Finanzplanungsexperte und leitete seit 2009 die Geschäftsstelle der Raiffeisenbank in Sarnen. Amstad wohnt in Sarnen, ist verheiratet und zweifacher Vater.